# Avaliação Ecossistêmica do Milênio
A Avaliação Ecossistêmica do Milênio (AEM, do original em inglês MA) é um programa de pesquisas sobre mudanças ambientais e suas tendências para as próximas décadas, mais especificamente a avaliação compreensiva global sobre os principais ecossistemas mundiais. Foi lançado em 2001 com o apoio das Nações Unidas pelo Secretário Geral Kofi Annan. Seu custo foi de 24 milhões de dólares. Em março de 2005 foram lançados os resultados da primeira rodada de estudos, a qual durou 4 anos.

Esta avaliação contribui para atingir os Objectivos do Desenvolvimento do Milénio das Nações Unidas bem como para desenvolver o Plano de Implementação da Conferência Mundial 2002 para o Desenvolvimento Sustentável.

## Objectivos
Teve como objectivo avaliar as consequências das alterações nos ecossistemas para o bem-estar humano.
O estudo teve como foco os serviços dos ecossistemas, nomeadamente o uso e depredação dos recursos naturais do planeta. O relatório inicial alerta que o planeta está atingindo um grau irreparável de depredação de seus recursos naturais, pois estamos vivendo além dos nossos meios. O relatório conclui que as consequências negativas desta degradação podem se agravar significativamente nos próximos 50 anos.

## Escalas de avaliação
A Avaliação Ecossistêmica do Milênio foi uma avaliação multi-escala, incluindo as escalas global, regional, nacional e local. As Avaliações Sub-Globais do AEM analisaram as condições e tendências dos ecossistemas e seus serviços, os cenários para o futuro dos ecossistemas e as respostas possíveis a problemas ambientais, a escalas sub-globais em diferentes regiões do mundo.
Foram realizadas 18 Avaliações Sub-Globais aprovadas pelo Board do AEM, havendo mais 15 avaliações associadas:

Avaliações Aprovadas:
- Altai-Sayan (Rússia)
- Alternativas a Queimadas
- Canadá (Colúmbia Britânica Costeira)
- Mar do Caribe
- Chile (Atacama)
- China (Oeste)
- Costa Rica (Chirripó)
- Índia (Aldeias)
- Noruega (Bacia do Rio Glomma)
- Papua Nova Guiné
- Peru (Região de Vilcanota)
- Filipinas (Bacia da Laguna de Bay)
- Portugal
- África Austral (SAfMA)
- Suécia (Kristianstad)
- Suécia (Estocolmo)
- Trindade
- Vietname (Zonas húmidas a jusante do Rio Mekong)

Avaliações Associadas
- Região Árabe
- Mares Arafura e Timor
- Austrália (Planícies de inundação do Norte da Austrália)
- Argentina (Pampas)
- Brasil (Cinturão Verde de São Paulo)
- Ecossistemas montanhosos da Ásia Central
- China (Grandes Rios)
- Colômbia (Região dos Andes produtora de café)
- Egipto (Sinai)
- Fiji
- Grandes Montanhas Asiáticas (GAMA)
- Himalaias (Este)
- Himalaias (Indocuche)
- Índia (Urbana)
- Indonésia (Baía de Jacarta e Bunaken)
- Comércio, Pobreza & Ambiente
- Estados Unidos (Alasca)
- Estados Unidos (Wisconsin)

## Relevância
As conclusões da Avaliação Ecossistêmica do Milênio foram usadas em:
- Convenção sobre a Diversidade Biológica
- Convenção para o Combate à Desertificação
- Convenção sobre as Espécies Migradoras
- Convenção Ramsar sobre as Zonas Húmidas